# Ulica Wojciecha Oczki w Warszawie
Ulica Wojciecha Oczki – ulica w warszawskiej dzielnicy Ochota, biegnąca od ul. Chałubińskiego do ul. Lindleya.

## Historia
Ulica została wytyczona 1865 jako przedłużenie na zachód ulicy Wspólnej. Obecna nazwa została nadana w 1921. 
Pierwsza zabudowę stanowiły zlokalizowane w rejonie ulic: Wspólnej, Koszykowej i Chałubińskiego drewniane zabudowania rosyjskich koszar artylerii, później zastąpione obiektami murowanymi. W latach 1897–1901 po północnej stronie ulicy, na terenie dawnego folwarku świętokrzyskiego, wybudowano kompleks Szpitala Dzieciątka Jezus. W pawilonie przy ulicy umieszczono szpitalną elektrownię, kuchnię, pralnię oraz magazyny żywności. W latach 1900–1902 na rogu ulic Oczki i obecnej Lindeya (wtedy ul. Żelaznej) wzniesiono dla potrzeb szpitala cerkiew Matki Boskiej Nieustającej Pomocy.
W latach 1899–1901 u zbiegu z ul. Chałubińskiego wybudowano gmach Collegium Anatomicum według projektu Antoniego Jabłońskiego-Jasieńczyka. Budynek otrzymał neobarokowy kostium i obfity wystrój rzeźbiarski.
Pomiędzy 1921 a 1925 Tadeusz Zieliński rozbudował w stylu neoklasycystycznym pawilon rosyjskich koszar kawalerii z przeznaczeniem na Gmach Medycyny Sądowej (nr 1). W latach 1937–1938 pod nr 5 wybudowano gmach Ambulatorium, późniejszy Dom Medyka, zaprojektowany przez Stanisława Odyńca-Dobrowolskiego, będący przykładem skrajnego funkcjonalizmu.
W latach 1930–1932 na południowym narożniku ulic Oczki i Chałubińskiego wzniesiono funkcjonalistyczny gmach Dowództwa Korpusu Ochrony Pogranicza.
Zabudowa ulicy ucierpiała w trakcie radzieckich nalotów w 1942 i 1943. Po upadku powstania warszawskiego Niemcy wysadzili narożny segment Collegium Anatomicum, szpitalny pawilon kotłowni i maszynowni oraz podpalili Gmach Medycyny Sądowej.

## Ważniejsze obiekty
- Collegium Anatomicum Warszawskiego Uniwersytetu Medycznego
- Gmach Medycyny Sądowej
- Służba Kontrywiadu Wojskowego
- Szpital Kliniczny Dzieciątka Jezus